# Theodor Seliwanoff
Theodor Seliwanoff, auch Seliwanow, russisch Фёдор Фёдорович Селиванов, wiss. Transliteration Fedor Fedorovič Selivanov (* 8. Oktoberjul. / 20. Oktober 1859greg. oder 9. Oktoberjul. / 21. Oktober 1859greg. in Gorodischtsche, Pensa; † 1938) war ein russischer Chemiker.

## Leben und Wirken
Theodor Seliwanoff wurde als Sohn des gleichnamigen Bezirksrichters und Gutsbesitzers geboren. Er studierte 1880 bis 1885 am Sankt Petersburger Staatsinstitut für Technologie. Anschließend war er zwei Semester in Zürich und vier Semester in Göttingen bei Victor Meyer. 1888 wurde er in Göttingen mit einer Arbeit zu phytochemischen Untersuchungen promoviert. Danach trat er in ein Labor der Hauptkammer für Maße und Gewichte ein, wo er Assistent von Dmitri Mendelejew wurde. Ab 1894 war er als Privatdozent an der Universität Sankt Petersburg tätig. Schon 1895 wechselte er an das agrarwissenschaftliche Institut der Nationalen I. I. Metschnikow Universität in Odessa. Seine Promotion verteidigte er 1896. Danach wurde er zum Professor für organische Chemie und Agrarwissenschaft am neuen Alexander-Institut für Land- und Forstwirtschaft berufen. 1905 bis 1921 leitete er das Odessa-Zentrallabor des Ministeriums der Finanzen des russischen Reiches. Zur gleichen Zeit war er Assistenzprofessor an der Universität von Noworossijsk. Ab 1918 war er Professor am Höheren Landwirtschaftlichen Institut in Odessa.

## Leistungen
1887 entwickelte er einen chemischen Nachweis, der Kohlenhydrate in Ketosen und Aldosen unterscheidet. Als Seliwanow-Probe (Resorcin-Probe) trägt sie seinen Namen.

## Werke
- Theodor von Seliwanoff: Phytochemische Untersuchungen. Dieterich, Göttingen 1888; zugleich: Philosophische Dissertation, Universität Göttingen, 1888
- Theodor Seliwanoff: Notiz über eine Fruchtzuckerreaction. In: Berichte der deutschen chemischen Gesellschaft. 20, 1887, S. 181–182, doi:10.1002/cber.18870200144.
- Th. Seliwanow: Beitrag zur Kenntniss der gemischten Anhydride der unterchlorigen Säure und analoger Säuren I. In: Berichte der deutschen chemischen Gesellschaft. 25, 1892, S. 3617–3623, doi:10.1002/cber.189202502246.
- Th. Seliwanow: Beitrag zur Kenntniss der gemischten Anhydride der unterchlorigen Säure und analoger Säuren. II. In: Berichte der deutschen chemischen Gesellschaft. 26, 1893, S. 423–426, doi:10.1002/cber.18930260192.
- Th. Seliwanow: Beitrag zur Kenntniss der gemischten Anhydride der unterchlorigen Säure und analoger Säuren III. In: Berichte der deutschen chemischen Gesellschaft. 26, 1893, S. 985–989, doi:10.1002/cber.189302601206.
- Th. Seliwanow: Beitrag zur Kenntniss der gemischten Anhydride der unterchlorigen Säure und analoger Säuren IV. Anorganische Halogenstickstoffe. In: Berichte der deutschen chemischen Gesellschaft. 27, 1894, S. 1012–1019, doi:10.1002/cber.189402701209.